# Тутуков, Пётр Тихонович
Пётр Тихонович Тутуков (24 июля 1917, Рамонь, Воронежская губерния — 1 мая 1983, Рамонь, Воронежская область) — советский военнослужащий, участник Великой Отечественной войны, Герой Советского Союза.

## Биография
Пётр Тихонович родился в 1917 г. в поселке Рамонь (ныне — районный центр в Воронежской области) в семье крестьянина, русский.
Окончил Рамонскую фабрично-заводскую семилетку.
В 1938 году ушёл в Воронеж на механический завод, а через год стал мотористом в Красной армии.
На фронте в Великую Отечественную войну с мая 1942 года. Командир БТР разведывательной роты 34-й гвардейской мотострелковой бригады 1-го Белорусского фронта.
Трижды был ранен и снова возвращался в строй. Под Сталинградом, вооружённый противотанковым ружьем, сражался в истребительном батальоне. Приходилось быть и разведчиком, и подрывником.
На Курской дуге командир пулемётного расчета Тутуков помогал продвижению танков, уничтожая немцев бутылками с зажигательной смесью. При освобождении Белоруссии сержанту доверили командовать расчётом бронетранспортёра с задачей двигаться впереди подразделения.
Гвардии старший сержант Тутуков отличился в бою 16 января 1945 года в районе населённого пункта Завады (Польша), пулемётным огнём из засады уничтожил большое количество живой силы противника (170 уничтожил, 32 взяты в плен).
20 января, действуя в головном дозоре, в числе первых ворвался в г. Радзиюв.
Звание Героя Советского Союза присвоено 27 февраля 1945 года.
В представлении было записано: «На многих фронтах побывал Тутуков и всюду сражался стойко, геройски».
Дальнейший боевой путь Тутукова проходил по территории Германии. Последний выстрел он сделал на Эльбе.
После демобилизации в 1946 году из Рамони не выезжал, жил и работал там, где и родился.
Был первым начальником Рамонской пожарной части.
В 1967 году была получена новая техника, построено новое депо.

## Награды
- орден Ленина,
- медали.

## Память
- К 60-летию Великой Победы благодарные земляки установили в Рамони бронзовый бюст П. Т. Тутукова.
- 9 марта 1987 года в честь П. Т. Тутукова в п. Рамонь была названа улица.